# Corydon (Iowa)
Corydon település az Amerikai Egyesült Államok Iowa államában, Wayne megyében, melynek megyeszékhelye is. Lakosainak száma 1526 fő (2020. április 1.).

## Népesség
A település népességének változása:

| 2010 | 1 585 |
| 2020 | 1 526 |